# Mount Morris, New York
Mount Morris är en ort i Livingston County i delstaten New York, USA.
1. ↑  Geographic Names Information System.[källa från Wikidata]
2. ↑  United States Census Bureau (red.), USA:s folkräkning 2020, läs online, läst: 1 januari 2022.[källa från Wikidata]